# DRAGONBALL Z 爆烈IMPACT
『ドラゴンボール Z 爆烈IMPACT』（ドラゴンボールゼット ばくれつインパクト）は、バンダイより発売されているトレーディングカードを使用するアーケードゲーム『データカードダス』の一つ。『データカードダス ドラゴンボールZシリーズ』の3作目である。
2007年3月から2008年6月下旬にかけて稼働し、2008年5月に稼働開始した続編の『ドラゴンボールZ W爆烈IMPACT』の登場によって稼働終了した。

## 遊び方
1. モード選択
  - ひとりで遊ぶ
  - ふたりで遊ぶ
  - カードを買う

の中からモードを選ぶ。カードを買うを選んだ場合は4へ。
2. カードスキャン
プレイヤーカードを持っていない場合は孫悟空になる（※）（バーコードは、第1弾のIII-001）。
カードにはコストが存在し、コストは4つまで（一部のカードで上限を上げることも可能）。
  - Z1のカードはノーマルではなし。レアでは1、激レアでは2、爆レアでは3。
  - Z2のカードはそのままのコスト。

※3弾からは赤ボタンを押して出てくる悟空が超サイヤ人になる（バーコードは、第1弾のシークレットのSP-001）
3. ゲームスタート
選択したモードが始まる。詳細はモード解説へ。
4. カード排出
カードが出てくる。

## 新キャラクター
本作で追加されたキャラクター。ピッコロ大魔王は姿のみは『ドラゴンボールZ3』で登場していたが、原作の声優である青野武が声を担当したのがこれが初。孫悟空GT、パイクーハン、ジャネンバ、スーパーベビー2、超17号は後の『ドラゴンボールZ インフィニットワールド』で登場している。
- - マイティマスク（通常、超サイヤ人）
  - ピッコロ大魔王
  - パイクーハン
  - ジャネンバ
  - スーパーベビー2
  - 超17号
  - 孫悟空GT（通常、超サイヤ人、超サイヤ人3）

## モード解説
- ひとりで遊ぶ

以下の3モードがある。
- - Z戦士モード
読み込んだプレイヤーカードに沿ったストーリーが展開する（全2戦）。
  - 修行モード
1回戦目にバトルで勝利したら2回戦目は、カードを変えることができる。相手はランダムで決まる（全2戦）。
  - 天下一モード
登録してあるデッキと戦うことができる。優勝（3回勝利）すれば自分のデッキが登録される（全3戦）。

ふたりで遊ぶ

ふたりで勝負する。
- カードを買う

ゲームをしないで、カードを買うことができる。
タイミングよくルーレットを止めることで孫悟空が超サイヤ人→3→4→ゴジータとなっていく。

## 機能
- 爆烈インパクトシステム

グーとチョキとパーのアイコンの周りに、S（スペシャル技）・U（ウルトラ技）・BB（爆烈インパクト技）が配置されたルーレットがあり、ボタンを押して、ルーレットを止める。勝てば、押した場所の技が発動する。
- ドラゴンシグナル

勝ち負けに関係なくドラゴンシグナルは発動する。また、グー・チョキ・パーのすべてのドラゴンシグナルを光らせると、ドラゴンスパークが発動する。
- ドラゴンスパーク

グー・チョキ・パーのすべてのドラゴンシグナルを光らせてじゃんけんで勝ちまたはあいこになれば発動。じゃんけんで勝つことで、相手へのダメージは2倍にできる。発動した次のラウンドで1度だけ負けを勝ちにできる。ただし、相手が爆烈ブレイカーで勝った時は無効。自分がドラゴンスパーク状態なら負けてもダメージは半分にできる。
- ドラゴンスパーク防御

相手のドラゴンスパーク発動時、無効にできる能力。レベル1 - 3まである。
- ゾーンレベル

高いほどルーレットの周りのS・U・BB技の範囲が広くなる。ラウンド毎に+1され、レベルは1 - 7まである。
- アタックレベル

ルーレットのレベル。高いほど強力な技の範囲が広くなる。レベルは1 - 8（Z）まであり、Zになるとルーレットの周りがすべてBB技になる。アタックレベルはカードの効果でしか上げることができない。
- スピンレベル

スピンレベルは1 - 4まで上げることができ、上げるほどルーレットの回転が遅くなる。
- 爆烈インパクトゾーン

特定のカードのみで、BIZのところで止めれば効果が発動する。第3弾以降・潜在能力解放モードの対応カードのみ（ただし、アシストカードの効果でBIZを付属させることもできる）。
- ハイパーバースト

じゃんけんであいこになると発動。押した技のアタックレベルを+1する。第4弾以降の対応カードのみ発動（ただし、アシストカードの効果でハイパーバーストを付属させることもできる）。
- リミットブースター

押したボタンのアタックレベルを+1する。
潜在能力開放モードでスキャンしたZ2の4弾・FEの対応カードのみ。

## レアリティ
- ノーマル

何も光っていない（PEでは、すべてキラ加工。ただし烈・激・爆・龍とは異なる）。
- 金レア

名前、プレイヤー、アタック、アシストの文字が光っている（ただし、3弾以降は星も光っている）。
- 烈レア

文字とキャラクター以外が光っている（ホイル）。
- 激レア

カード全体が光っている（キラ）。
- 爆レア

文字とキャラクターが光っている（激+レア）。
- 龍レア

カード全体が光っている（両面激レア+プラスチック）
- シークレット

背景・周りは銀箔になっている（非常に出にくいカード）。
- アタリ（交換後）

文字とキャラクター以外が光っている（ホイル/レッドバージョン）。
- ポルンガキャンペーンカード（4枚とも）

カード全体が光っている（キラ/ガンメタバージョン）。
- 神龍キャンペーンカード（4枚とも）

カード全体が光っている（キラ/ゴールドバージョン）
- 神龍キャンペーンカード7枚応募コース（2枚とも）

カード全体が金（22金バージョン）
レアリティは、シークレットand龍レア＞爆レア＞激レアand烈レア＞金レア＞ノーマルの順に高い。

## 前作カードについて
前作カード(Z1、Z2)がすべて使える。前作のBATTLEカードとEVENTカードが、「アシストカード」になる。また、前作のSUPPORTカードが、ゾーンレベルを上げる「アタックカード」になる。

## 潜在能力開放モード
プレイヤーカードをスキャンする前に「タイムマシン」か「トランクス（青年期）」をスキャンすることで、Z1とZ2のバトルカードがプレイヤーカードとして使えるようになる。
爆烈版の効果に関しては、公式ホームページを参照。

## その他
- 超（スーパー）サイヤ人

スピンレベルを+する（超サイヤ人4のときはスピンレベルが4）。
- フュージョン

対象カードの悟天、トランクスをスキャンした場合ゴテンクスになる。
ただし、2枚目のカードに「フュージョン」がなかった場合ゴテンクス（失敗）になる。
1枚目に対象カードの悟空（フュージョン）2枚目にベジータ（超サイヤ人2）をスキャンした場合ゴジータになる。
ただし、2枚目のカードに超サイヤ人2以外のベジータをスキャンした場合ベクウ（失敗）になる。
超サイヤ人4の孫悟空と超サイヤ人4のベジータの2枚のカードをスキャンするとゴジータ（超サイヤ人4）になる。
- ポタラ

対象カードの悟空、ベジータをスキャンした場合ベジットになる。
また、悟空、ミスター・サタン（ポタラ）をスキャンした場合はゴタンになる。
- 真吸収

対象カードの魔人ブウのあとにピッコロ（精神の時の部屋）、孫悟飯（青年・老界王神の潜在能力解放）、ゴテンクス（超サイヤ人3）をスキャンした場合その時のコストは無くなりそれぞれのキャラクターを吸収した状態となり、アタックレベル・AT/HPが変化し、それぞれの技が出せるようになる。
- 吸収

2枚目のカードが、対象カードではなかった場合アタックレベルはプレイヤーカードの数値のまま上がり・AT/HPは50％上がる。